# Suicide Is Painless
Suicide is Painless, originaltitel: "Theme From M*A*S*H (Suicide is Painless)", är en sång skriven 1970 av Johnny Mandel (tonsättning) och Mike Altman (text) för filmen M*A*S*H. En instrumental version var titellåt till den efterföljande tv-serien M*A*S*H.
Altman var 14 år gammal när han skrev sångtexten till filmen som hans far Robert Altman regisserade. Enligt fadern tjänade sonen flera gånger mer på royaltyintäkter från sången än vad han själv fick som filmregissör.
Sången framfördes av studiosångarna John Bähler, Tom Bähler, Ron Hicklin och Ian Freebairn-Smith. Den brittiska gruppen Manic Street Preachers gjorde sin version av låten på albumet Forever Delayed, och den svenska gruppen Small Town Singers spelade in sången 1975 med Kerstin Forslund som sångare, och tog sig med den upp till sjuttonde plats på Sveriges singellista.
Sången har även spelats in av Jay-Jay Johanson 2011 på albumet Spellbound. 

### Fotnoter
1. ↑  ”Suicide is Painless”. Svensk mediedatabas. 26 februari 1975. http://smdb.kb.se/catalog/id/001881262. Läst 25 november 2013.
2. ↑  ”Suicide is Painless”. Hitparad. 11 december 1975. http://swedishcharts.com/showitem.asp?interpret=Small+Town+Singers&titel=M%2AA%2AS%2AH+%28Suicide+Is+Painless%29&cat=s. Läst 25 november 2013.